# Neoserica heringi
Neoserica heringi är en skalbaggsart som beskrevs av Brenske 1899. Neoserica heringi ingår i släktet Neoserica och familjen Melolonthidae. Inga underarter finns listade i Catalogue of Life.